# 劉端 (南朝)
汝陰王劉端（？—522年5月16日），彭城郡彭城縣人，南朝宋宗室疏族之後，南朝梁二王後之一。

## 生平
南朝梁天監十四年（515年），汝陰王劉胤去世。劉端後襲封汝陰郡王。
普通三年四月六日（522年5月16日），汝陰王劉端去世。劉哲後襲爵。